# 14歳 (漫画)
『14歳』（フォーティーン）は、楳図かずおの長編SF漫画。1990年から1995年にかけて『ビッグコミックスピリッツ』（小学館）に連載された。コミックスはビッグスピリッツコミックスから全20巻、後に完全版が全4巻で発売された。

## 概要
人類の破滅をテーマとし、楳図の代表作『漂流教室』の続編ともいえる作品。環境破壊による人類滅亡、危機的状況を乗り切ろうとする子供たちの奮闘、親子の絆と別れといったテーマを圧倒的な迫力で描ききっている。
綾辻行人は『綾辻行人が選ぶ! 楳図かずお怪奇幻想館』（ちくま文庫、2000年、ISBN 978-4480036094）の解説において、本作は『わたしは真悟』と共に、「子供」はだんだんと「大人」になるのではなく、ある日突然「大人」という別の存在に変わってしまうという捉え方を作品の中心テーマとして昇華していると指摘している。
2012年には、楳図かずお作品の復刊シリーズ「UMEZZ PERFECTION!」より全4巻で完全版が発売された。最終4巻には真の結末がフルカラー18ページで描き下ろし追加されている。
2016年には、ハードコアチョコレートから他の楳図作品とともに『14歳』のコラボレーションTシャツが販売された。
本作を最後として、楳図の長編漫画は発表されていない。
本作に登場するチキン・ジョージ（後述）は、人工的生成される培養肉から生まれる設定であったが、本作連載開始から30年経過した2020年、食用となる鶏肉の人工培養技術が実用化されている。

## あらすじ
22世紀、人類は見せかけの繁栄の陰で、迫り来る破滅の危機に直面していた。そんな中突如として鶏肉製造工場の培養槽から、鳥の頭をもつ異形の生物、のちの「チキン・ジョージ」が生まれる。誕生後、チキン・ジョージはあらゆる学問を独学で習得し、その年生まれた子供が14歳になった段階で人類と地球が滅ぶという事を知る。そこで人類による地球の滅亡から逃れる為、動物たちを連れて地球脱出ロケット「チラノサウルス号」を建造する。だが、チキン・ジョージは、大富豪ローズ氏とアメリカ副大統領マーサ・ゴーマンの手先である美女バーバラの魅力に負け、地球に残る事を決断し、自ら大脳の左右を分離して退化の道を選ぶ。
やがて、人類と同じ滅亡の危機を迎えた宇宙人たちが飛来し、遺伝子交換による生き残りの望みを賭けて、人類を男女問わずに集団レイプするが、宇宙人たちは地球人の遺伝子には未来が無い事を悟り、地球の霊的エネルギーを奪って去っていく。地球のバランスが狂った事により、大地震、大津波、大流砂等が発生して人口は激減。各国政府が極秘裏に進めていた、選ばれた子供たちによる地球脱出計画は、暴徒化した市民により崩壊する。やがて人類は死亡した後はその本性を現すという現象が起き、本性を現した人間は次々と怪物へと姿を変化していく。
子供たちは、代替ロケットとして「チラノサウルス号」に乗り込み、地球を脱出するが、迫りくる14歳のタイムリミットと、宇宙船を乗っ取られたチキン・ジョージの怨念に悩まされ続ける。しかも、破滅は地球に止まらず、当初の目的地であったアンドロメダ星雲にも波及している。14歳になり、恐竜チラノサウルスに先祖がえりしだした同胞と荒廃した宇宙を目の当たりにした子どもたちは、チラノサウルス号の氷河期を再現した空間に入り14歳に近い者から順に冬眠することを選ぶ。
そんななか子供たちの代表であり、誕生日が一番遅かったアメリカ少年は、チラノサウルス号から光に包まれた宇宙の果てを見る。極小から極大に向かう空間ではすべての物が崩壊しようとする中、アメリカ少年は宇宙に飛び出す。飛び出してみると、今までの宇宙は1匹の芋虫のなかに存在しており、芋虫が瀕死になったことにより宇宙の荒廃が進んだことを知る。そしてその世界では、チキン・ジョージと同じ容姿の者たちが人間のように生活しており、彼らの遺伝子を手に入れ、少年たちはまた元の世界に戻ることを決意する。

## 登場人物

### チキン・ジョージとその仲間
チキン・ジョージ
動物界からの人間への使者。ニワトリの頭を持つ異形の天才科学者。人工的に培養された鶏肉から突如目玉が発生し、そのまま繁野により培養され成長した。知性の目覚め、人間が多くの動物を絶滅させたことを知ると、人間を絶滅させ動物たちだけの世界を作ろうと目論む。
高度な知性ゆえに、グランド・マスターに仕向けられたバーバラの虜になったチキン・ジョージは自ら脳神経を大脳の左右に分離し、退化する道を選ぶ。退化して消えゆく残りの知性を使い、一度は死亡したアメリカを復活させた。
宇宙人の襲撃の際にバーバラと共に逃亡するも、グランドマスター・ローズの手下の「もの（人造人間）」に五体バラバラに引き裂かれた（その後遺体はバーバラにより縫い合わされた）。人類の破滅後も亡霊としてチラノサウルス号に現れる。自身の肉体もチラノサウルス号に引っかかる形でついていくが、宇宙空間で肉体が目覚めたため完全に死亡した。
キャラクターの由来は吉祥寺（キチジョージ）で見かけた鳥の頭のモチーフと、「鳥はなぜ食べられるだけなのか?」という疑問から発想された。
チキン・ルーシー
チキン・ジョージによって知性を授かった雌鶏。チキン・ジョージを虜にしたバーバラに対し憎悪を燃やし、「魔女」「あばずれ」と罵る。人類破滅後はその知性を失い、チキン・ジョージ死亡後もチラノサウルス号内にただのニワトリとして留まった。

### 各国の選ばれた子供たち
アメリカ・ヤング
アメリカ大統領の息子。生まれた時から植物と意思疎通できる能力を持ち、乳児の頃には父親である大統領に地球の危機を片言ながら訴えていた。（しかし大統領にはその意味を理解できなかった）
緑色の髪に全ての植物の遺伝情報を持って生まれたほか、全生物の遺伝情報を持っている。名実共に、選ばれた子供たちの代表であると共に、地球上の全ての生命の最後の希望を担っている。
一度は飛行機事故により非業の死を遂げるが残された髪の毛と細胞レベルに分解されたきよらと合体し、復活を遂げる。
戸川きよら
戸川洋子（ヨッコ）の息子。全身緑色で生まれ、チキン・ジョージにより緑色の原因となった葉緑素が取り除かれた。その葉緑素にもアメリカの髪と同様に全ての植物の遺伝情報が含まれていた。選ばれたこどものテストに合格するも、その強すぎる素質ゆえに岬総理からその候補から一時外された。
遺伝子の配列がアメリカ・ヤングとほとんど同じ。そのため後にチキン・ジョージの手により遺伝操作によってアメリカとして転生し、アメリカとして選ばれたこどもとなった（転生の際、ただ一つ残った細胞は戸川洋子に郵送でその手に渡された）。
転生後もアメリカがピンチの時には一時的に分離し助ける。最終的には完全分離しアメリカとは再び別の個体となった。
エリザベス
マーサ・ゴーマンの孫。選ばれた子供。マーサ・ゴーマンの命令により、宇宙船に乗ったのばらをチラノサウルス号に手引きし、のばらの奴隷とされるが、チキン・ジョージの亡霊との戦いを経て、アメリカの仲間の仲間として共に歩んでいく。
岬タロウ
岬総理大臣の息子。選ばれた子供。

### 各国の首脳
アーサー・ヤング
アメリカ大統領で正義漢。地球上に緑色の子どもたちが誕生した際も、その子供を処分しようとする医師たちから身を挺してかばった。地球が破滅した後もチキン・ジョージがいた部屋に残り、チキン・ジョージの遺産であるチラノサウルス号の羅針盤を操作し、選ばれた子供たちが正しい方向へ進ませる役目を果たす。
力尽きた後もチラノサウルス号の羅針盤を握りしめ続け、その姿はゴキンチの心を動かす。
岬一郎
日本国総理大臣。タロウの父親。地球破滅の際は自宅にこもり愛する秘書とその最後を迎えた。

### グランド・マスターとその仲間
最高位(グランドマスター)・ローズ
不老不死研究に没頭する大富豪。既に老人となっているが、生きた人間の子どものエキスを使用したクリームを使い、自身が移る映像を若く修正させ、表向き若いままの姿で人々の前に現れる。自身の顔や手の皺を見たものは容赦なく部下に暗殺を命じるなどその執念は尋常ではない。
マーサ・ゴーマンを通じてバーバラを利用し、チキン・ジョージを一時は手中に収め不老不死の研究させるが、失敗。自身は部屋中に内臓を張り巡らせた異形の物体となった。地球破滅の間際にクローン人間（のばら）を作らせ、自身の脳の一部を移植させた上でのばらとして宇宙船に潜り込む。
のばら
ローズ氏のコピーであり、ローズの脳を移植された「少女」（身体は当初は女性だったが、のちに男性型に変異）。地球破滅後はならず者と共にチラノサウルス号に乗り込んだ。選ばれた子供たちを悩ます存在であり、アメリカの部下として従っていた「もの」を自身の魔力で自らの配下に置いた（「もの」も元々はローズから作られたもの）。チキン・ジョージ死亡後は兼松博士の死を知り発狂し、子供のまま老衰し、狂死した。
もみじ・つつじ
のばらと同じくローズ氏のコピーである「少女」。不老不死の研究の過程で生まれた。宇宙人の襲撃に合い、凌辱される。
バーバラ
チキン・ジョージの愛人となったスパイ。マーサ・ゴーマンの命により、チキン・ジョージを虜にするため、ゴーマンにより仕掛けられた事故に巻き込まれた子どもと犬を救出するレスキュー隊員を演じ、瀕死の犬を使いチキン・ジョージをおびき寄せ誘惑することに成功する。
「心の底から人を愛せる」ように訓練されており、その訓練により任務でチキン・ジョージを本気で愛するようになった。地球破滅後は蜘蛛を飼い食糧とし生きながらえるが、ゴキンチを襲おうとして銃の暴発により死亡。死亡した後は蜘蛛の姿と化す。
マーサ・ゴーマン
アメリカ副大統領。アメリカ大統領の補佐をするが、グランドマスター・ローズの手下として暗躍する。地球上の植物の枯死から国民の目をそらすために「不老不死の実現」や「大事故からの救出劇」を仕掛けるなど手段を選ばない。
地球破滅後にはアメリカ大統領を襲い、モニターを介しチラノサウルス号に乗り込むが宇宙空間に投げ出され死亡する。
繁野
チキン・ジョージを生み出した鶏肉製造工場の技師。チキン・ジョージを自宅に匿い知性を持つまでに育てる。人間を憎むようになったチキン・ジョージに睡眠薬を打たれ、そのまま逃げられる。チキン・ジョージと再会したのちはグランドマスターの命により不老不死の研究にあたる。
兼松博士
双子の兄弟で科学者。弟はチキン・ジョージに興味を持ち、肯定的な態度をとるが、兄はそれを危ぶんでいる。弟はその興味ゆえに宇宙人襲撃の際、自ら宇宙人との交配を望むがその生体エネルギーを吸い取られ死亡した。
兄は密かにグランドマスター（のばら）により冷凍保存され、チラノサウルス号に乗り込むも、冷凍保存に失敗しそのまま死亡。肉体は朽ち果てていった。
もの
グランドマスター・ローズの細胞から作られた人工人間。プロレスラーや娼婦や亡くなった人間まで自由自在にその形状を変えることができる。正体を言い当てられると砂となって消える。非常時には食糧としての役目も果たすとされる。地球破滅直前には自我に目覚め狂暴化し、人類を襲いだす。

### その他
戸川洋子
愛称はヨッコ。14歳でアイドル歌手の遊びの相手にされ、子供（きよら）を身ごもった中学生。きよらの身体にある葉緑素を取り除くようにチキン・ジョージへ懇願する。その後地下に隠れ住むも、バーバラにお金を与えられ人並みの生活ができるようになる（ただし、その引き換えとしてチキン・ジョージの居場所を教えることになる）。きよらがアメリカとして転生した後も、ただ一つ残ったきよらの細胞を大事に持ち続けた。地球破滅が起こった時にチラノサウルス号の起動キーを偶然見つけ、アメリカたちが宇宙へ飛び立つきっかけをつくる。アメリカたちが宇宙へ旅立った後、爆発する地下の中で息を引き取る。死亡後は少女の人形の姿となった。
ミチ
ヨッコの親友で、友達思いの少女。捨て身できよらとヨッコを子供を狙う追っ手から逃した。それ以後の消息は不明。
ゴキンチ
破滅後の地球で進化したゴキブリのひとり。力尽きたアーサー・ヤングを見て人類の帰りを待ちわびる。

## 書籍情報
ビッグスピリッツコミックス 『14歳』 全20巻
1. 1990年9月 ISBN 4091823319
2. 1991年1月 ISBN 4091823327
3. 1991年6月 ISBN 4091823335
4. 1991年10月 ISBN 4091823343
5. 1991年12月 ISBN 4091823351
6. 1992年3月 ISBN 409182336X
7. 1992年6月 ISBN 4091823378
8. 1992年11月 ISBN 4091823386
9. 1993年4月 ISBN 4091823394
10. 1993年8月 ISBN 4091823408
11. 1993年11月 ISBN 409183311X
12. 1994年2月 ISBN 4091833128
13. 1994年5月 ISBN 4091833136
14. 1994年8月 ISBN 4091833144
15. 1994年11月 ISBN 4091833152
16. 1995年2月 ISBN 4091833160
17. 1995年4月 ISBN 4091833179
18. 1995年6月 ISBN 4091833187
19. 1995年9月 ISBN 4091833195
20. 1995年12月 ISBN 4091833209

小学館文庫 『14歳』 全13巻
1. 2001年7月 ISBN 9784091925817
2. 2001年8月 ISBN 9784091925824
3. 2001年9月 ISBN 9784091925831
4. 2001年10月 ISBN 9784091925848
5. 2001年11月 ISBN 9784091925855
6. 2001年12月 ISBN 9784091925862
7. 2002年1月 ISBN 9784091925879
8. 2002年2月 ISBN 9784091925886
9. 2002年3月 ISBN 9784091925893
10. 2002年4月 ISBN 9784091925909
11. 2002年5月 ISBN 9784091925916
12. 2002年6月 ISBN 9784091925923
13. 2002年7月 ISBN 9784091925930

Big comics special. 楳図パーフェクション!『14歳』 全4巻
1. 2012年11月 ISBN 9784091848208
2. 2012年11月 ISBN 9784091848222
3. 2012年12月 ISBN 9784091848239
4. 2012年12月 ISBN 9784091848246